# Languidipes lithophagus
Languidipes lithophagus — вид одноденок родини берегових одноденок (Polymitarcyidae). Описаний у 2022 році.

## Поширення
Ендемік М'янми. Виявлений у басейні річки Пегу.

## Опис
Довжина тіла від 11,3 до 17,9 мм, церки від 2,0 до 3,2 мм, парацерки від 3,3 до 4,7 мм. Личинки є фільтраторами, що вгризаються в крем'янисті (алевролітові) породи в річковому середовищі. Личинки проникають у затоплені породи, просвердлюючи отвори своїми збільшеними мандибулами. Їхні сліди мають вигляд горизонтальних тунелей з двома отворами.